# Абросимов Євген Олександрович
Євген Олександрович Абросимов (3 вересня 1962, Одеса, УРСР, СРСР) — колишній український футбольний арбітр. Арбітр національної категорії, входить до Клубу Сергія Татуляна.

## Біографія
Обслуговував матчі Першої та Другої ліги СРСР. З 1992 року по 1996 рік працював на матчах Другої ліги України. З 1996 року по 1998 рік обслуговував ігри Першої ліги України.
У 1998 році почав судити матчі Вищої ліги чемпіонату України. До цього він вже працював на цьому рівні, але в статусі лінійного судді. Абросимов працював у матчах Кубка УЄФА на посаді четвертого арбітра. У жовтні 2002 році рішенням контрольно-дисциплінарного комітету Федерації футболу України Євген Абросимов був дискваліфікований на один місяць. У матчі 11 туру чемпіонату України 2002/03 «Волинь» — «Оболонь», він допустив дві помилки. 
У 2009 році провів останній матч у Прем'єр-лізі України, за цей час він судив в 119 іграх.
З 2011 року почав виконувати функції інспектора Федерації футболу України. У 2011 році він також залишив посаду голови Комітету арбітрів Федерації футболу Одеської області, яку він очолював з 29 вересня 2005 року. Також працював віце-президентом Федерації футболу Одеської області.
Є підприємцем у сільському господарстві.